# Parafilm

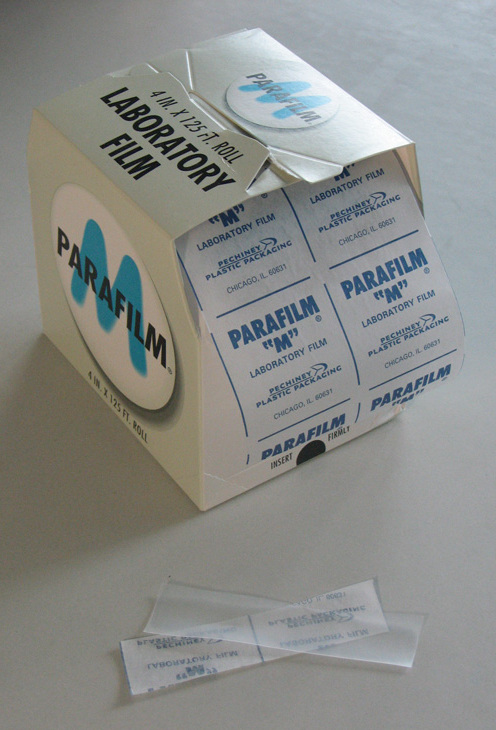
Uma embalagem de Parafilm.

Parafilm M® é um filme de parafina plástica com papel usado principalmente em laboratórios e produzido pela Bemis NA em Neenah, Wisconsin. É comumente usado para selar ou proteger recipientes (como frascos ou cubetas). É um termoplástico dúctil, maleável, à prova d'água, inodoro, transparente e coesivo.
É também usado para selar recipientes com tampa contra misturas e contaminação com o ar.  No entanto, o filme pode se tornar quebradiço ao longo do tempo com a exposição ao ar e à luz, razão pela qual seu uso como selante não é recomendado por longos períodos.
Por ser um termoplástico, seu uso em uma autoclave não é seguro. Além disso, solventes orgânicos voláteis são capazes de dissolver os filmes Parafilm M®. Pode ser usado como máscara para proteger superfícies durante pinturas com spray, já que, por não ser adesivo, o material é incapaz de danificar ou se aderir permanentemente a acabamentos por deposição, como cromagens e pinturas. Horticultores também usam o material para fixar enxertias, reduzindo qualquer deslocamento do enxerto sobre seu porta-enxerto.
A Fujifilm já produziu um material similar chamado Sealon, hoje descontinuado.